# ハナツノハギ
ハナツノハギ (鼻角剥、学名：Pseudalutarius nasicornis)は、フグ目カワハギ科に属する海水魚。本種のみでハナツノハギ属 Pseudalutariusを構成する。
種小名は「鼻に角のある」という意味。

## 形態
体長は通常15cmほどで、最大19cm。体型は細長く、側扁する。体色は淡い茶色から灰色。体側面に茶色の縦縞が二本入る。背鰭と臀鰭は黄色がかっており、尾鰭は暗褐色。成魚は体に黄色の斑点をもつ。背鰭の第一棘条は眼より前方に位置し、これが角のように見えることが和名の「鼻角」と英名の「rhinoceros」(サイという意味)の由来とされる。背鰭棘条は2本、背鰭軟条は合計43〜50本、臀鰭軟条は41〜46本。

## 生態
インド西太平洋に分布し、日本でも南日本の太平洋側や琉球列島、八重山諸島で見られる。沿岸部のサンゴ礁や深場の砂地に生息する。幼魚は流れ藻に付着する。小型の無脊椎動物を捕食する。

## 人間との関係
食用にはならない。アクアリウムで飼育される。